# Даміан Мансо
Даміан Мансо (ісп. Damián Manso, нар. 6 червня 1979, Росаріо) — аргентинський футболіст, півзахисник клубу «Хусто Хосе де Уркіса».

## Ігрова кар'єра
Народився 6 червня 1979 року в місті Росаріо. Вихованець футбольної школи клубу «Ньюеллс Олд Бойз». Дорослу футбольну кар'єру розпочав 1996 року в основній команді того ж клубу, в якій провів дев'ять сезонів, взявши участь у 188 матчі чемпіонату. Більшість часу, проведеного у складі «Ньюеллс Олд Бойз», був основним гравцем команди і виграв з командою Апертуру 2004 року. Крім цього два рази здавався в оренду, спочатку у французьку «Бастію», а потім і у місцевий «Ньюеллс Олд Бойз».
У сезоні 2006/07 Мансо виступав за клуб грецької Суперліги «Шкода Ксанті», а з 2007 року став виступати за еквадорський «ЛДУ Кіто». У розіграші Кубка Лібертадорес 2008 року, коли еквадорський ЛДУ вперше у своїй історії виграв цей найпрестижніший південноамериканський турнір, Мансо відзначився 3 забитими голами за цю команду, і став одним з ключових гравців ЛДУ в півзахисті. Мансо потрапив до символічної збірної Кубка Лібертадорес 2008 року. За підсумками клубного чемпіонату світу 2008 року, у фінальному матчі якого ЛДУ поступився англійському «Манчестер Юнайтед» з рахунком 0:1, Мансо був удостоєний Бронзового м'яча турніру.
У 2009 і 2010 роках досить успішно виступав за мексиканську «Пачука», з якою виграв і найпрестижніший північноамериканський турнір — Лігу чемпіонів КОНКАКАФ у сезоні 2009/10, завдяки чому поїхав і на клубний чемпіонат світу 2010 року. Втім цього разу його команда зайняла лише 5-те місце. В подальшому виступав у Мексиці ще у клубах «Хагуарес Чьяпас» та «Монаркас», а на початку 2012 року знову недовго пограв за «ЛДУ Кіто».
Влітку 2012 року Мансо став гравцем саудівського «Аль-Насра» (Ер-Ріяд), де дограв до кінця року, після чого ще пів року пограв в Еквадорі за клуб «Депортіво Куенка».
З літа 2013 року став виступати на батьківщині, виступаючи за клуби «Ньюеллс Олд Бойз»,  «Чакаріта Хуніорс» та «Хусто Хосе де Уркіса».

## Титули і досягнення
- Чемпіон Аргентини (1):

«Ньюеллс Олд Бойз»: Апертура 2004
- Чемпіон Еквадору (1):

«ЛДУ Кіто»: 2007
- Володар Кубка Лібертадорес (1):

«ЛДУ Кіто»: 2008
- Переможець Ліги чемпіонів КОНКАКАФ (1):

«Пачука»: 2009/10